# Jean Frédéric Frenet
Jean Frédéric Frenet (ur. 7 lutego 1816 w Périgueux, zm. 12 czerwca 1900 tamże) – matematyk francuski, zajmujący się geometrią różniczkową.